# Porterhouse Brewery
La Porterhouse Brewing Company è una catena di pub in Irlanda e Londra, in Inghilterra. È stata fondata nel 1989 da Liam La Hart e Oliver Hughes e attualmente è composta da cinque pub.

## Storia
L'Irlanda ha tradizionalmente una lunga storia di produzione di birra. All'inizio del XIX secolo c'erano oltre 200 birrifici nel paese, che ne producevano una vasta gamma. Tuttavia questo numero diminuì rapidamente nel XX secolo a causa della posizione di dominanza di pochi grandi e famosi birrifici. Attualmente rimangono solo 12 birrifici in Irlanda, che si dedicano soprattutto alla produzione industriale e con alle spalle un incredibile giro di denaro.
Fu in questo scenario che nel 1989 i cugini Liam La Hart e Oliver Hughes comprarono un edificio in decadenza a Bray, nella Contea di Wicklow, che divenne la prima Porterhouse. Nel 1996, ne fu aperto uno anche nella zona di Temple Bar, nel centro di Dublino.

## Birre
Le birre vengono filtrate, messe nei fusti e spillate.
Le birre regolarmente disponibili sono:
- Wrasslers 4X Stout, gradazione 5% vol, prodotta ancora come si faceva all'inizio del XX secolo;
- Oyster Stout;
- Plain Porter;
- Turner's Sticklebract Bitter (TSB), gradazione 3.7% vol, prodotta per la prima volta nel giugno 2000 per celebrare l'apertura del The Porterhouse Covent Garden, a Londra;
- Porterhouse Red, gradazione 4.4% vol, birra rossa irlandese ad alta fermentazione;
- An Brain Blasta, gradazione 7% vol, strong ale;
- Hersbrucker, gradazione 5% vol, pale lager;
- Temple Bräu, gradazione 4.3% vol, pale lager;
- Chiller, gradazione 4.2% vol, pale lager.

In aggiunta ci sono alcune birre stagionali:
- Chocolate Truffle Stout (primavera)
- Hemp Beer (estate)
- Kölsch (autunno)
- Vienna Dark Lager (inverno)

## Pub in ordine di apertura
- The Porterhouse Inn (1989), Strand Road, Bray, Contea di Wicklow, Irlanda.
- The Porterhouse Temple Bar (1996), 16-18 Parliament Street, Dublino, Irlanda.
- The Porterhouse Covent Garden (2000), 21-22 Maiden Lane, Covent Garden, Londra, Inghilterra.
- The Porterhouse North (2004), Cross Guns Bridge, Glasnevin, Dublino, Irlanda.
- Tapped (2006, fino al 2022 The Porterhouse Central), 45 - 47 Nassau Street, Dublino, Irlanda.